# Fatimakapelle (Schardenberg)

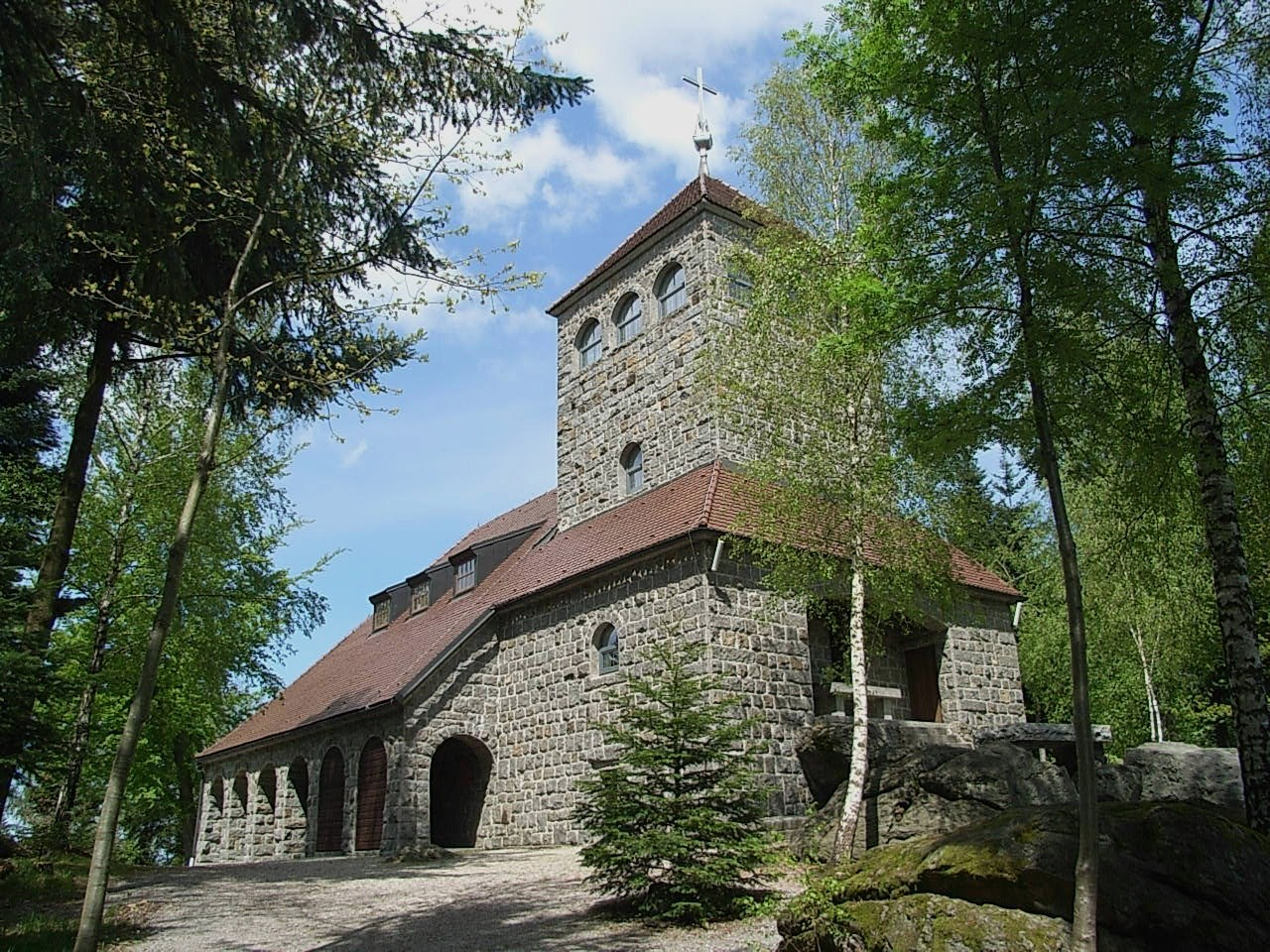
Fatimakapelle Schardenberg Granitene Marienburg

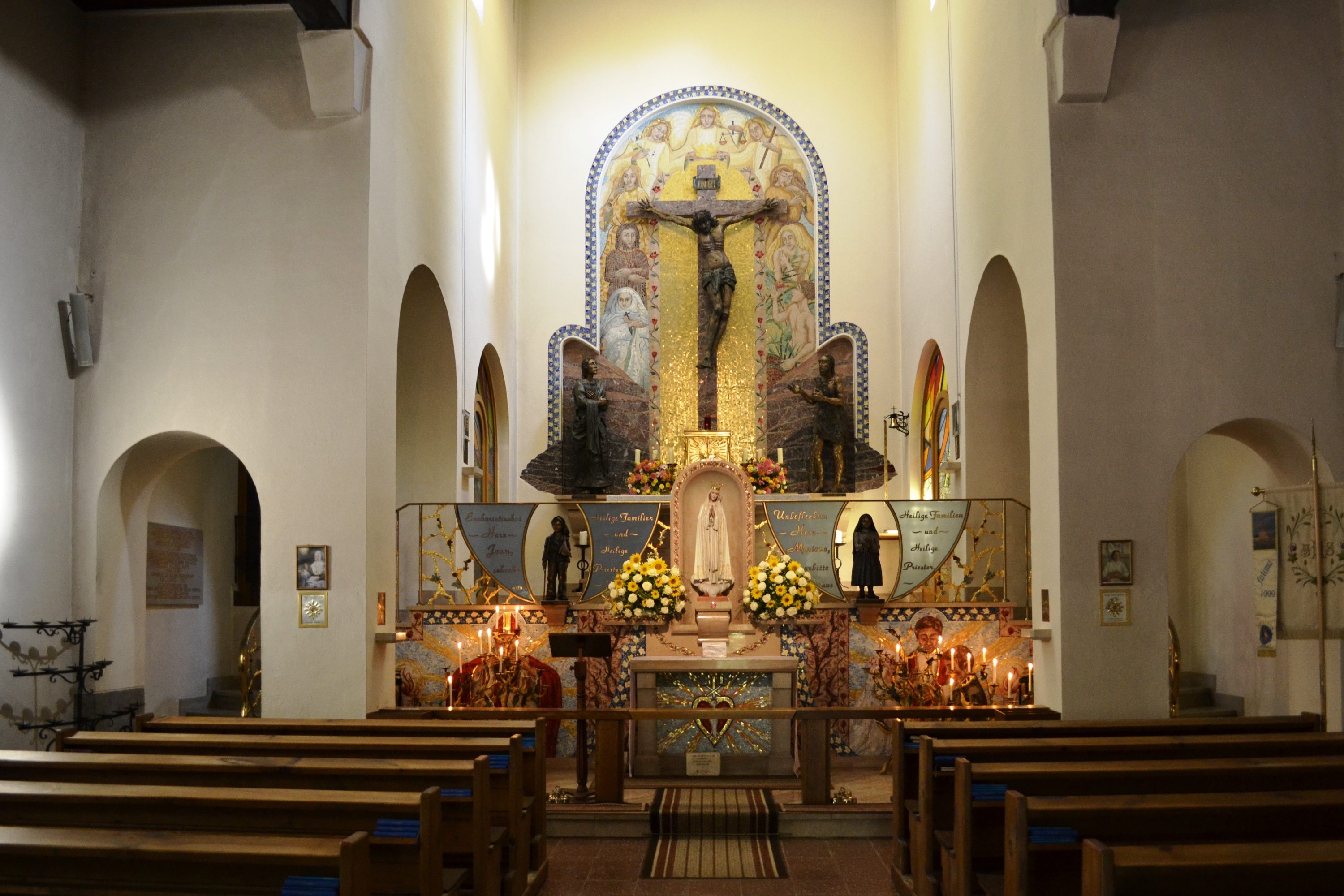
Altarraum

Die Fatimakapelle Schardenberg, auch Granitene Marienburg genannt, ist eine Wallfahrtskapelle im Fronwald in der oberösterreichischen Gemeinde Schardenberg. Sie wurde zwischen 1949 und 1951 an der Stelle eines Vorgängerbaus im historistischen Stil errichtet. Die Kapelle steht unter Denkmalschutz (Listeneintrag). Seit dem 1. Jänner 2023 gehört Schardenberg als eine von 12 Pfarrteilgemeinden zur Pfarre Schärding der Diözese Linz.

## Geschichte
Im Fronwald – fünf Minuten von der Pfarrkirche entfernt – stand eine alte Kapelle, in der der hl. Petrus und die Büßerin Magdalena auf einer alten Kultstätte verehrt wurden. Der so genannte Heidenstein weist noch darauf hin.
Zu Christi Himmelfahrt im Jahre 1939 wurden zwei Diakone in der Pfarrkirche Schardenberg von Bischof Johannes Maria Gföllner zum Priester geweiht. In der vorigen Nacht wurde von NS-Arbeitsdienstlern sämtlicher Kirchenschmuck und -fahnen heruntergerissen und in den Fronwald verschleppt. Am Feiertagsnachmittag strömte das Pfarrvolk protestartig in großer Zahl herbei zur Maiprozession. Kurz danach kam ein trockenes Gewitter, wobei ein Blitz in den Maibaum am Marktplatz einschlug und alle NS-Symbole herabfielen; gleichzeitig schlug ein Blitz im Fronwald ein, wo die zerrissenen Kirchenfahnen lagen. Die Menschen sahen darin ein Gottesurteil.
1945 erfolgte eine Erneuerung und das Bild der Mutter Gottes rückte in den Mittelpunkt. Da die Zahl der Pilger deutlich zugenommen hatte und die alte Kapelle sich bald als zu klein erwies, beschloss man, eine neue, größere Kapelle zu errichten.
1949 bis 1951 wurde die heutige Kapelle nach Plänen des Linzer Architekten Hans Foschum erbaut und 1951 geweiht. Die Muttergottes-Statue stammt von derselben Künstlerhand wie das Original in Fátima, Portugal. An den 13. der Monate Mai bis Oktober werden die Fatimatage gefeiert und tausende Pilger kommen zum Heiligtum im Fronwald.
Die Kapelle wurde 1946 sowie 1998–2002 restauriert.

## Ausstattung
Die Mosaikgestaltung mit den lebensgroßen Bronzefiguren von Johannes dem Täufer, Johannes dem Evangelisten, die Figuren der beiden Seherkinder, Francisco und Jacinta zwischen den gestalteten Glasscheiben vor dem Hauptaltar und Christus am Kreuz, wurden von der Bildhauerin, Alrun Illig ausgeführt. Die in München lebende Künstlerin ist in Schardenberg geboren. Sie hat damit ihrem Geburtsort Schardenberg eine bleibende Erinnerung gegeben. Außerdem hat sie das Glasfenster über dem linken Treppenaufgang zum Hauptaltar sowie die gegenüber liegenden Glastüren neben dem Hauptaltar gestaltet. Auch der darunter liegende Marienaltar wurde von Alrun Illig ausgeführt. Auftraggeber war der damalige Pfarrer Hohensinn. In Verbindung mit einer Renovierung der Fatimakapelle von 1998 bis 2002 wurden die Mosaike, Bronzefiguren und Glasfenster von Alrun Illig neu gestaltet.